# Bury St Edmunds

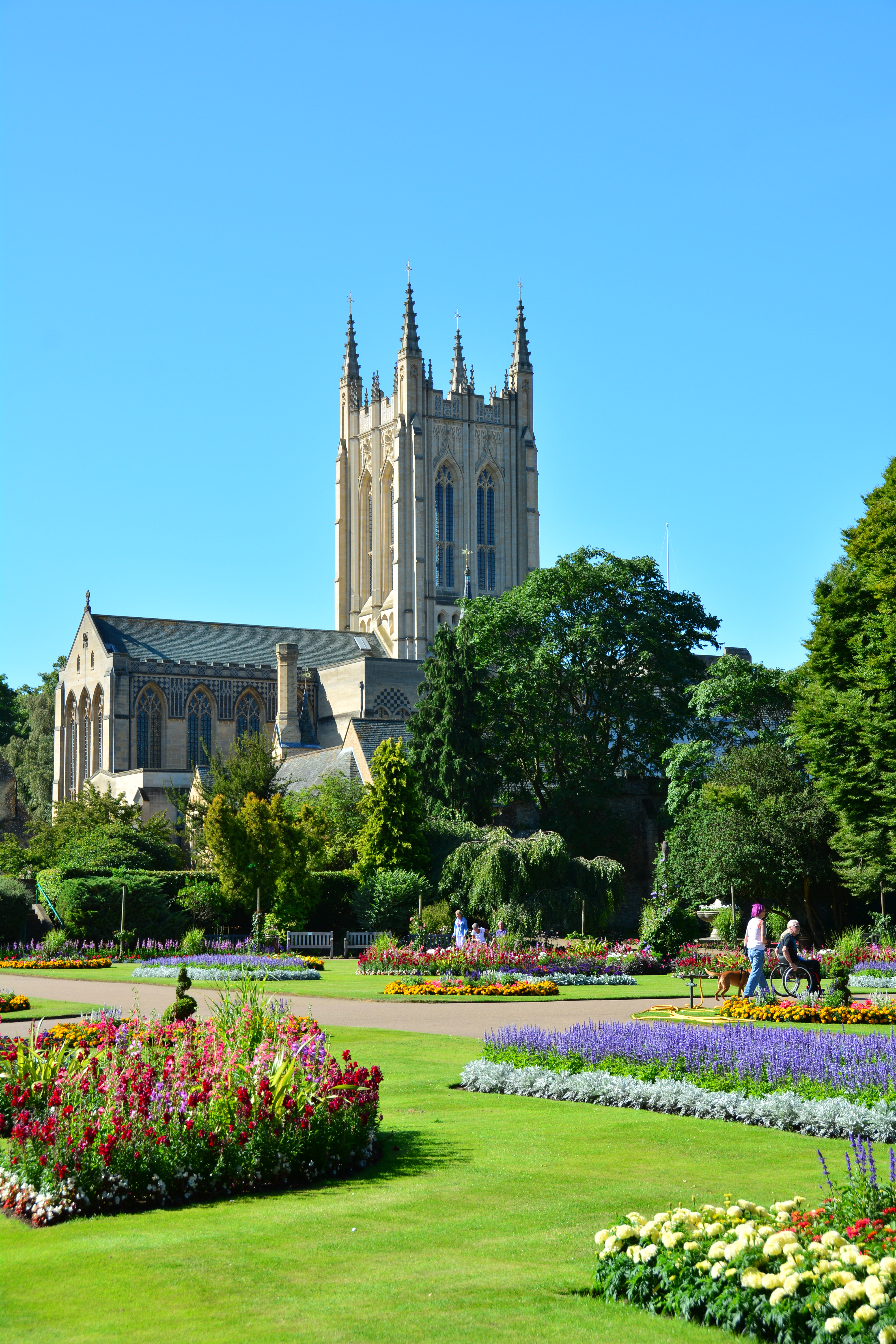
Kathedrale von St Edmundsbury

Bury St Edmunds, lokal auch kurz Bury genannt, ist eine Stadt (town) im County (Grafschaft) Suffolk, England. Die ursprünglich Beodericsworth genannte Stadt ist Hauptstadt des Districts West Suffolk (bis 2019 des Districts St Edmundsbury) und das geistliche Zentrum von East Anglia. Die Stadt ist überregional für die im Stadtzentrum gelegene Ruine der Anfang des 11. Jahrhunderts gegründeten Benediktiner-Abtei St Edmund bekannt.

## Geschichte

### Mittelalter
Die Abtei ist nach dem letzten angelsächsischen König Edmund benannt, der im Jahr 869 von Ivar Ragnarsson getötet und schon bald als Märtyrer und Heiliger verehrt wurde. Im frühen 10. Jahrhundert wurden seine sterblichen Überreste nach Beodricsworth überführt, fortan hieß der Ort St Edmundsbury. Dort entstanden ein Kloster und über Edmunds Grab die Abteikirche, aus der ein bedeutender Wallfahrtsort wurde. Am Palmsonntag 1190 gab es dabei ein Judenmassaker im Zusammenhang mit dem Dritten Kreuzzug. Bury St Edmunds ist wichtig für die Geschichte der Magna Carta: Englische Barone trafen sich 1214 in der Abteikirche und schworen einen Eid, um König Johann Ohneland zur Gewährung grundlegender Freiheiten für den Adel zu zwingen.
Die Krone gewährte 945 der Abtei eine Banleuca, ein eigenes Jurisdiktionsgebiet. Diese Banleuca wurde zwar 1606 mit der Auflösung des Klosters aufgehoben, war allerdings bis 1934 die Grundlage der Stadtgrenze. Die Stadt wuchs um die Abtei und brachte im 14. Jahrhundert eine beachtliche Produktion von Stoffen und Geweben hervor.

### Neuzeit
Die Abtei selbst wurde größtenteils durch die Klosterauflösungen des 16. Jahrhunderts zerstört. Dennoch entwickelte sich der Ort, trotz seiner ländlichen Lage, im 17. und 18. Jahrhundert weiterhin zu einer blühenden und wohlhabenden Stadt. Diese Entwicklung sollte sich erst mit dem Beginn der Industriellen Revolution ändern. Mit dem Niedergang entwickelte sie sich zu einer Marktstadt.
Ab 1913 wurde neben der Abtei die Kathedrale von St Edmundsbury (St Edmundsbury Cathedral) errichtet. In den 1960er Jahren wurde das Kirchengebäude am östlichen Ende erweitert bzw. erneuert und bis 2004 ein neuer Turm (Millennium Tower) errichtet. Den Kirchenbau schloss am 22. Juli 2005 ein Gottesdienst ab, an dem auch das britische Thronfolgerpaar, Charles und Camilla, teilnahm. Damit besitzt Bury St Edmunds die einzige im 21. Jahrhundert vollendete Kathedrale in Großbritannien.

## Sehenswürdigkeiten und Veranstaltungen
Die Stadt hat ein kleines Theater aus der Regency-Zeit. Jährlich im Mai hält Bury St Edmunds ein Festival ab, das durch Konzerte, Spiel und Tanz begleitet und mit einem Feuerwerk abgeschlossen wird. Daneben ist der Ort für die Greene King Brewery bekannt, die ursprünglich Bier für die nach Indien ausgebürgerten Briten braute.

## Städtepartnerschaft
Bury St Edmunds unterhält eine Städtepartnerschaft mit dem deutschen Wallfahrtsort Kevelaer.

## Persönlichkeiten
- Ian Austin (* 1965), Politiker; hier geboren
- William Elliott Debenham (1839–1924), Fotograf; hier geboren
- Stephan Gardiner († 1555), römisch-katholischer Geistlicher, Bischof von Winchester, Staatsmann, Humanist und Gräzist; hier geboren
- Richard Gwyn (* 26. Mai 1934), kanadischer Autor und Journalist; hier geboren
- Sir Peter Hall, CBE (1930–2017), Theater-, Opern- und Filmregisseur; hier geboren
- Bob Hoskins (1942–2014), Schauspieler; hier geboren
- Norah Lofts (1904–1983), Autorin; hier gestorben
- Andy Marshall (* 1975), Fußballer; hier geboren
- Rose Mead (1867–1946), Künstlerin; hier geboren
- Ouida (1839–1908), Schriftstellerin; hier geboren
- Qabus bin Said (1940–2020), Sultan von Oman; Absolvent des Internats von Bury St Edmunds
- Guy Simonds (1903–1974), kanadischer General; hier geboren
- Chrissie Wellington (* 1977), Triathletin; hier geboren